# Лодейнопольский мост
Лодейнопольский мост  — совмещённый автомобильно-железнодорожный металлический разводной мост через реку Свирь в Ленинградской области восточнее города Лодейное Поле. Средний пролёт моста подъёмный.
По мосту проходит федеральная автомобильная дорога Р21 «Кола» (E 105), 236-й километр. Автомобильное движение двухполосное. Железнодорожный путь, проходящий через мост, находится на участке между станциями Лодейное Поле и Инема линии Янисъярви — Лодейное Поле Октябрьской железной дороги. Есть пешеходная часть.

## История
С постройкой моста в Лодейном Поле исчезла последняя паромная переправа.

## Конструкция
Мост имеет 6 пролётов, из которых правобережный и средний — судоходные.
Правобережный пролёт предназначен для судов, идущих вниз по течению (к Ладожскому озеру). Ширина судового хода в пролёте — 70 метров.
Средний пролёт — разводной, с поднимающейся вверх фермой. Ширина судового хода в пролёте — 50 метров. В наведённом состоянии предназначен для судов, идущих вверх по течению (к Онежскому озеру), в разведённом состоянии — для судов, идущих в оба направления.
Разводка моста заказывается при габаритной высоте судна более 15 м. Заявки на разводку принимаются в ЦДС ФБУ «Администрация «Волго-Балт». Разводка производится ежедневно с 10:50 до 12:50 по предварительной заявке агента или судовладельца.